# Список голів Національного банку України

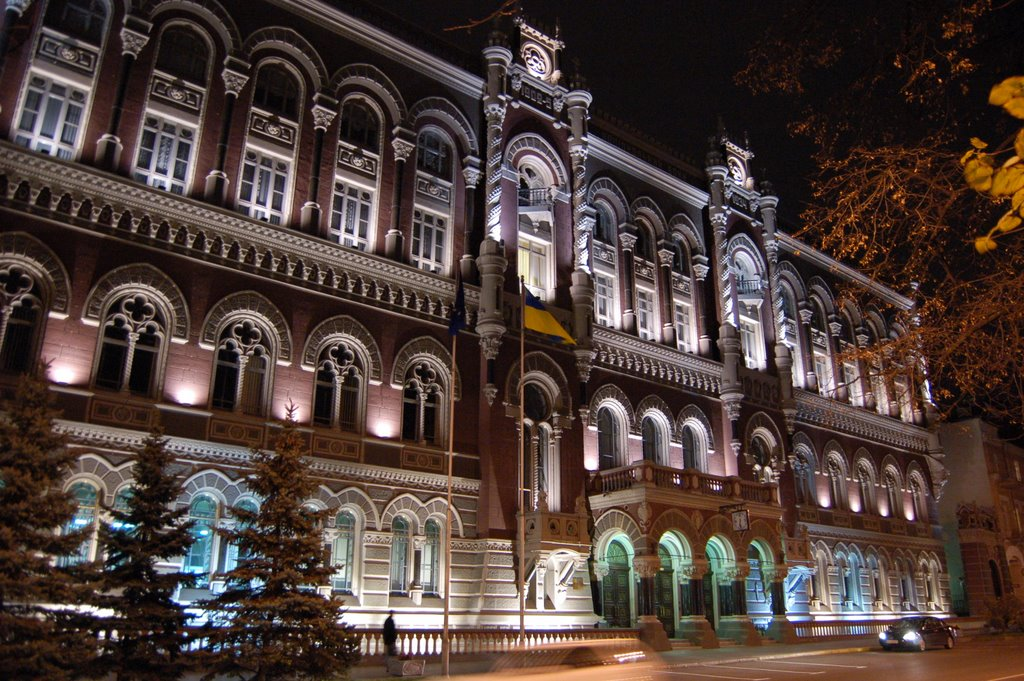
Національний банк України

Голова Національного банку України — очільник головного банку країни, який призначається на посаду Верховною Радою за поданням Президента України строком на сім років (до 1999 року — 4 роки).

## Законодавчі повноваження
До основних обов'язків та повноважень голови Національного банку відносять:
- керування діяльністю Національного банку;
- представлення інтересів Національного банку;
- головування на засіданнях Правління Національного банку;
- відповідальність перед Верховною Радою України та Президентом України за діяльність Національного банку.

Чинним головою Національного банку є Андрій Пишний. Усього керувало банком з дня його утворення 11 осіб. З них двічі посаду голови займали: Віктор Ющенко та Володимир Стельмах. За Законом України «Про Національний банк України» посаду більше ніж два строки підряд одна й та сама особа обіймати не може.
Тимчасовим виконувачем обов'язків голови Національного банку був лише Віктор Ющенко у період між 1-м та 2-м його головуванням.
Найдовше головував банком Володимир Стельмах (майже 9 років). Найменше — Степан Кубів (4 місяці).

## Голови Національного банку України
| № з/п | Голова Національного банку України | Фото | Час на посаді                    | Роки життя  | Коротка характеристика головування |
| ----- | ---------------------------------- | ---- | -------------------------------- | ----------- | --- |
| 1     | Матвієнко Володимир Павлович       |      | 6 червня 1991 — 24 березня 1992  | нар. 1938   | У 1991 році Володимир Матвієнко призначений першим головою правління Національного банку України. На цій посаді він здійснив масштабну організаційну роботу зі створення центрального банку країни, побудови дворівневої банківської системи, проведення реєстрації перших українських комерційних банків. Був ініціатором та безпосередньо забезпечував створення української національної валюти — гривні. Затвердив зразки перших купюр, заклав основи для самостійного випуску українською державою власних грошових знаків, створено Національну скарбницю, Банкнотно-монетний двір, розпочато формування сучасної системи електронних платежів. |
| 2     | Гетьман Вадим Петрович             |      | 24 березня 1992 — 18 грудня 1992 | 1935 — 1998 | У 1992 році Національний банк України очолив Вадим Гетьман. За недовгий час його головування було сформовано нову організаційну структуру, запроваджено інноваційні інформаційні технології, запрацювала державна скарбниця, було завершено формування статутного фонду Національного банку, започатковано стабілізаційний фонд національної валюти та утворено офіційний валютний резерв НБУ. Завдяки зусиллям Вадима Гетьмана Україна вступила до МВФ та ЄБРР, було розпочато торги на валютній біржі Нацбанку. Водночас точилися жваві суперечки навколо питання необхідності введення гривні, проте Вадим Петрович був категорично проти виходу України із зони карбованця і тому залишив пост очільника НБУ. |
| 3     | Ющенко Віктор Андрійович           |      | 26 січня 1993 — 27 січня 1997    | нар. 1954   | Під час керівництва Віктора Ющенка відбувся новий етап розвитку економіки. У 1996 році в обіг входить гривня як національна грошова одиниця. НБУ на чолі з В. Ющенком за участі спеціалістів провів грошову реформу, внаслідок чого стали можливими створення стабільної грошової ситуації в Україні та перетворення грошей на важливий стимулюючий фактор економічного та соціального розвитку. |
| в.о.  | Ющенко Віктор Андрійович           |      | 27 січня 1997 — 5 лютого 1997    | нар. 1954   | Після закінчення терміну повноважень Віктор Ющенко був призначений в.о. голови Національного банку. На розгляд тодішньому президентові Леонідові Кучмі було представлено 4 кандидатури на посаду голови Національного банку, з них і кандидатура Віктор Ющенка, якого згодом вдруге обрали головою Національного банку України. |
| 3     | Ющенко Віктор Андрійович           |      | 5 лютого 1997 — 11 січня 2000    | нар. 1954   | Під час другого головування Віктора Ющенка у Національному банку Україна пережила фінансову кризу, або «дефолт 1998». Ускладнена фінансова ситуація в Росії спричинила тотальну девальвацію національної валюти — гривні. Її курс різко впав, оскільки українська економічна система була залежною від зовнішнього постачання, зокрема від російських енергоносіїв. Віктор Ющенко доручає ввести деталізацію цілей купівлі готівкової валюти комерційними банками. При цьому метою цього заходу визначалося обмеження продажу доларів тільки для обмінних пунктів, не обмежуючи при цьому заявки для інших цілей. |
| 4     | Стельмах Володимир Семенович       |      | 21 січня 2000 — 17 грудня 2002   | нар. 1939   | У 2001 році політика Національного банку України була спрямована на створення монетарних умов для забезпечення подальшого економічного зростання та досягнення макроекономічних показників; упродовж 2001–2002 років НБУ знизив рівень облікової ставки, зменшив нормативи обов'язкового резервування та запровадив нові механізми рефінансування банків. Адекватно до змін зовнішніх і внутрішніх чинників НБУ провів валютно-курсову політику, результатом якої стало забезпечення зовнішньої стабільності гривні. Дії Банку під головуванням Володимира Стельмаха сприяли зростанню заощаджень населення та суб'єктів господарювання, розвитку кредитних відносин, а також посиленню економічних інтересів до підвищення ефективності господарювання[недоступне посилання з жовтень 2022].                                                                                       |
| 5     | Тігіпко Сергій Леонідович          |      | 17 грудня 2002 — 16 грудня 2004  | нар. 1960   | За головування Сергія Тігіпка Головний банк країни кардинально змінив зовнішній вигляд гривні: запроваджено в обіг з 1 грудня 2003 року — банкноти номіналом 20 гривень зразка 2003, з 29 березня 2004 року — банкноти номіналом 50 гривень зразка 2004, з 14 червня 2004 — банкноти номіналом 5 гривень зразка 2004, з 28 вересня 2004 — банкноти номіналом 2 гривні зразка 2004. Так само змінили вигляд й монети: з 25 жовтня 2004 — увійшла в обіг монета номіналом 1 гривню зразка 2004. Щодо фінансового курсу, Сергій Тігіпко продовжував політику попередників, зокрема за основу брався курс Володимира Стельмаха. Через політичну діяльність у 2004 році Тігіпко вирішив піти з посади голови НБУ. |
| 6     | Стельмах Володимир Семенович       |      | 16 грудня 2004 — 23 грудня 2010  | нар. 1939   | Під час другого головування Володимира Стельмаха НБУ переживав глобальну фінансову кризу. У сфері заходів з фінансової стабілізації були задіяні антикризові заходи, що спрямовувалися, в першу чергу, на врегулювання проблемних питань саме у банківському секторі, який суттєво постраждав від кризи ліквідності, що спостерігалась на світових фінансових ринках. Зокрема, з метою припинення лавиноподібного закриття депозитів фізичними особами НБУ Постановою від № 319 14 жовтня 2008 року заборонив дострокове закриття депозитів як фізичними, так і юридичними особами. Це дозволило припинити швидке вилучення коштів фізичними особами з вітчизняної банківської системи, що ставило останню у вкрай загрозливу ситуацію, але в той же час ці самі дії НБУ спричинили вибух серед вкладників багатьох комерційних банків, що ознаменувався початком соціальної кризи. |
| 7     | Арбузов Сергій Геннадійович        |      | 23 грудня 2010 — 11 січня 2013   | нар. 1976   | У 2010 році НБУ очолив Сергій Арбузов. Українська економіка тільки починала оговтуватися від попередньої кризи, тоді як НБУ взявся за стабілізацію гривні, яка невпинно падала, а банківська система була на межі девальвації, що означала негайне зростання споживчих і роздрібних цін на усі товари. Деякою мірою НБУ поліпшив та стабілізував ситуацію в комерційних банках. |
| 8     | Соркін Ігор В'ячеславович          |      | 11 січня 2013 — 24 лютого 2014   | нар. 1967   | Відправлений у відставку Верховною Радою України 24 лютого 2014 року. За таке рішення проголосували 352 народні депутати. |
| 9     | Кубів Степан Іванович              |      | 24 лютого 2014 — 19 червня 2014  | нар. 1962   | Перебував на посаді голови Національного банку у період початку російської інтервенції та Кримської кризи. |
| 10    | Гонтарева Валерія Олексіївна       |      | 19 червня 2014 — 15 березня 2018 | нар. 1964   | З 11 травня 2017 року перебувала у відпустці, фактично виконував обов'язки голови Нацбанку Яків Смолій. 15 березня 2018 року Верховна рада України звільнила Валерію Гонтареву з посади голови Національного банку України. За відповідне рішення проголосували 342 народні депутати. |
| 11    | Смолій Яків Васильович             |      | 15 березня 2018 — 3 липня 2020   | нар. 1961   | Перебував на посаді заступника голови Національного банку України з 25 квітня 2014 року, з 2016 року був першим заступником голови. Фактично виконував обов'язки керівника НБУ з 11 травня 2017 року. |
| 12    | Шевченко Кирило Євгенович          |      | 16 липня 2020 — 6 жовтня 2022    | нар. 1972   | З 2015 до 2020 року — Голова правління Укргазбанку. В жовтні 2022 року, після оголошення підозри, подав у відставку і виїхав з України немовби через політичне переслідування. |
| 13    | Пишний Андрій Григорович           |      | 7 жовтня 2022 — до т.ч.          | нар. 1974   | 10 жовтня 2022 року Президент України Володимир Зеленський офіційно представив новообраного Голову НБУ Андрія Пишного команді Національного банку. У своїй промові Андрій Пишний зазначив свої пріоритети на посаді Голови НБУ: макрофінансова стабільність, ефективність макроекономічної політики, конструктивні перемовини з нашими міжнародними партнерами, побудова нового діалогу між Національним банком і урядом, відкриття доступу до джерел фінансування держави. |